# Lago Vože
Il lago Vože (in russo Воже?) è un grande lago dell'Oblast' di Vologda, nella Russia europea. Si trova nei rajon  Vožegodskij e Kirillovkij. Principale emissario è il fiume Svid'.
Il lago, di forma ovale, si allunga in direzione nord-sud per 47 km, la larghezza è di 14 km e ha un'area di 416 km². Si trova ad un'altitudine di 120 m sul livello del mare, la profondità media è di 0,9 m, la massima è di 5 m. Il Vože appartiene al bacino dell'Onega, lungo la sua sponda settentrionale c'è il confine con la regione di Arcangelo.
Circa 20 fiumi sfociano nel lago, i maggiori sono: Modlona (lungo 27 km) e Vožega (140 km). Il principale emissario è il fiume Svid' (lungo 64 km) che scorre a nord e si collega al lago Lača, da cui ha origine l'Onega.
Le sponde del lago sono pianeggianti e molto paludose, delimitate da canneti quasi lungo tutto il perimetro. Ci sono piccole aree di costa sabbiosa e rocciosa solo a ovest. Diversi villaggi si trovano sulle rive del lago ma non ci sono grandi insediamenti.
Nella parte centrale del lago si trova l'isola Spasskij (con un'area di circa 10 ettari), sulla quale si trovano le rovine di un monastero del XVII secolo.

## Flora e ittiofauna
Nel lago sono state individuate 38 specie di piante, tra queste prevalgono la canna palustre e la canna lacustre. Tra le piante con foglie galleggianti, abbonda la ninfea gialla, e tra quelle immerse nell'acqua il Myriophyllum e il Potamogeton.
Il lago ospita molti tipi di pesci, tra cui: Rutilus, pesce persico, luccio, ido e abramide.